# ユーロビジョン・ソング・コンテスト2023
ユーロビジョン・ソング・コンテスト2023こと第67回ユーロビジョン・ソング・コンテスト（英語: Eurovision Song Contest 2023、フランス語: Concours Eurovision de la chanson 2023）は、2023年5月にイギリスのリバプールで開催されたユーロビジョン・ソング・コンテストである。準決勝は5月9日と11日に、決勝は5月13日に行われた。
37か国が参加した大会の結果、「Tattoo」を歌ったスウェーデンのロリーンが優勝した。スウェーデンの優勝は、2015年大会以来8年ぶり7回目である。また、ロリーン自身は「Euphoria」を歌った2012年大会以来11年ぶりの優勝となった。ソロ歌手及び英語詞の楽曲による優勝も、2019年大会のダンカン・ローレンス（オランダ）以来4年ぶりとなった。
欧州放送連合によると、2023年大会の視聴者数は1億6200万で、決勝の視聴率は全域で40.9%で、うち15～24歳の年齢層の視聴率は53.5％であった。参加国のうち、アイスランドでの視聴率は98.7%で、以下ノルウェーは87.8%、フィンランドは85.6%、スウェーデンは82.3%であり、開催国イギリスは63%、ウクライナは19.7%であった。放送以外に公式パートナーであるTikTokでは3つのショーの生中継が480万回視聴された。欧州放送連合の公式YouTubeチャンネルでは760万人が決勝の生中継を視聴し、準決勝の生中継の視聴回数も320万回を超えた。また、今回の大会で史上初の非参加国からの投票が可能となり、参加国37カ国以外にチリ、コソボ、モンテネグロ、北マケドニア、アメリカ合衆国とオンラインで放送され、合計144カ国の視聴者が投票した。参加国以外に最も多くの票を投じたのはアメリカ合衆国、カナダ、コソボ、ルクセンブルク、ニュージーランド、メキシコ、ハンガリー、スロバキア、アラブ首長国連邦、トルコ、チリの視聴者であった。

## 概要
イタリアのトリノで開催された2022年大会でウクライナのカルシュ・オーケストラが優勝したことにより、ウクライナが2023年大会の主催権を獲得した。ウクライナが開催国になるのは2005年大会と2017年大会に続いて3回目になるが、ロシアによるウクライナ侵攻の状況を考慮して、欧州放送連合（EBU）の主要な資金拠出国である『Big 5』（2022年大会で2位のイギリス、3位のスペインを含む）が代わりに開催国になるのではと推測されている。そのため、ウクライナ公共放送局（UA:PBC）は、2022年5月20日までにEBUがウクライナの2023年大会開催に関する協議を開始すると伝えた。
2022年5月26日、キーウ市地区評議会第一副会長のミコラ・ポボロズニクは『キーウは2023年大会を開催することができる』と述べた。ウクライナの文化大臣のオレクサンドル・トカチェンコは、国内で行われる2023年大会が開催できるようにEBUとともに条件の変更を話し合う意向であると2022年6月3日に明言した。
2022年7月25日、安全とセキュリティ上の理由からウクライナで開催する可能性がないため、話し合いの結果、前年大会で2位のイギリスでの開催が決定された。前年の優勝国で開催されないのはイスラエルが主催権を返上した1980年大会以来となる。

## 開催地
イギリスでの開催が定めた後、20の都市が興味を示した。BBCは8月12日にバーミンガム、グラスゴー、リーズ、リバプール、マンチェスター、ニューカッスル・アポン・タイン、シェフィールドの7つの都市を候補地にリストアップした。9月27日、BBCは開催地をリバプールとグラスゴーに絞った。
2022年10月7日、リヴァプールが開催地に選ばれ、会場はリヴァプール・アリーナに決められた。

### 準決勝の組分け
抽選は2023年1月31日にリバプールのセント・ジョージ・ホールで開催された。
| 1組                                                                       | 2組                                                                                                  | 3組                                                                               | 4組                                                                     | 5組                                                                 |
| ------------------------------------------------------------------------- | --- | --------------------------------------------------------------------------------- | ----------------------------------------------------------------------- | ------------------------------------------------------------------- |
| - アルバニア - オーストリア - クロアチア - セルビア - スロベニア - スイス | - オーストラリア - デンマーク - エストニア - フィンランド - アイスランド - ノルウェー - スウェーデン | - アルメニア - アゼルバイジャン - ジョージア - イスラエル - ラトビア - リトアニア | - キプロス - ギリシャ - アイルランド - マルタ - ポルトガル - サンマリノ | - ベルギー - チェコ - モルドバ - オランダ - ポーランド - ルーマニア |

## ルール

### 投票システム
2022年大会での審査員による不正投票事態などにより、投票システムは大きく変わる。2022年11月22日のEBUの発表によると、2023年大会の決勝の結果は従来通りに審査員票と視聴者票の50/50システムで決められるが、準決勝の結果は視聴者による投票のみで決定される。また、大会参加国のみ投票できるルールも撤廃され、史上初めて非参加国の視聴者からの投票が可能となる。
非参加国からの視聴者の投票はまとめられた後、1つの参加国として12点、10点、8〜1点のポイントをそれぞれ1つの参加国に与えるため、最終の結果に対する影響はわずかである（最終結果で視聴者票が約50.6%、審査員票が約49.4%を占める）。ただし、投票可能の国は大会の運営委員会の規定を満たす国に限定されており、それらの国の視聴者は当該国発行のクレジットカードによる認証を通して、安全なプラットフォームで投票する必要がある。

### バッキングボーカル
前年大会と同じく新型コロナウイルス感染症の流行下での開催であるため、バッキングボーカルの事前録音が許可されるようになった。

## 出場国

準決勝1に参加
準決勝1で投票
準決勝2に参加
準決勝2で投票

合計37か国が出場。2022年に参加した国に、北マケドニア共和国は2022年の参加者の同国国旗に対する不適切な行為で撤退を示唆した後、10月14日に財政的な理由により不参加を表明した。モンテネグロは2022年10月13日に財政的な理由により不参加を表明した。ブルガリアも2022年10月19日に財政的な理由により不参加を表明した。また、過去に参加したアンドラ、ルクセンブルク、モナコ、スロバキア、ボスニア・ヘルツェゴビナは不参加を表明した。一方、2022年5月にコソボのコソボ・ラジオ・テレビジョンの総裁は同年末に欧州放送連合への加入を試すと表明し、2022年10月にカザフスタンも2023年大会でのデビューに前向きな考えを示したが、いずれも出場予定国のリストに入らなかった。

### ポストカード
各国のポストカードはウクライナとイギリスのあるテーマの観光地の映像を示した後、参加アーティストが代表国の同じテーマの観光地にいる映像を映すもので、音楽はウクライナの作曲家、ドミトロ・シュロフによるものである。各映像の間は球面パノラマ投影の技法が用いられる。
| 国               | テーマ           | 撮影地                                           | 撮影地                                 | 撮影地                             |
| 国               | テーマ           | ウクライナ                                       | イギリス                               | 参加国                             |
| ---------------- | ---------------- | ------------------------------------------------ | -------------------------------------- | ---------------------------------- |
| アルバニア       | 都市公園         | ソフィイフスキー国立樹木公園                     | セフトン公園                           | ティラナ大公園                     |
| アルメニア       | 植物園           | キーウ大学植物園                                 | エデン・プロジェクト                   | エレバン植物園                     |
| オーストラリア   | 橋               | キーウのガラス橋                                 | クリフトン吊り橋                       | マタガルプ橋                       |
| オーストリア     | 市庁舎           | リヴィウ市庁舎                                   | シェフィールド市庁舎                   | ウィーン市庁舎                     |
| アゼルバイジャン | 広場             | 独立広場                                         | センテナリー広場                       | バクー・ブールバール               |
| ベルギー         | 記念碑           | 独立記念碑                                       | エンジェル・オブ・ザ・ノース           | アトミウム                         |
| クロアチア       | 港               | キエフ河港                                       | ウィットビー港                         | リエカ港                           |
| キプロス         | 砂浜             | キーウ貯水池の砂浜                               | ブライトン・ビーチ                     | アクティ・オリンピオン・ビーチ     |
| チェコ           | 迷路             | ジトーミルの緑の迷路                             | キャッスルウェランの平和の迷路         | ロウチェニ城のイチイの迷路         |
| デンマーク       | 歌劇場           | リヴィウ・オペラ・バレエ劇場                     | ウェールズ・ミレニアム・センター       | オペラハウス                       |
| エストニア       | 塔               | ヴィーンヌィツャの給水塔                         | ブラックプールタワー                   | タリンテレビ塔                     |
| フィンランド     | 観覧車           | ポジール観覧車                                   | リヴァプール観覧車                     | スカイホイール・ヘルシンキ         |
| フランス         | 宮殿             | ポトツキ宮殿                                     | ホープタウン・ハウス                   | フォンテーヌブロー宮殿             |
| ジョージア       | 旧市街           | リヴィウ旧市街                                   | ポート・サンライト                     | トビリシ旧市街                     |
| ドイツ           | 運河             | ルサニウカ運河                                   | ブリッジウォーター運河                 | ケールヴィーダーフレート運河       |
| ギリシャ         | 遺跡             | タラカニウ砦                                     | ダンルース城                           | ポセイドン神殿                     |
| アイスランド     | 滝               | マニアワ滝                                       | ピスティル・ラエアドル                 | クヴェルヌフォス                   |
| アイルランド     | 登山道           | イヴァーノ＝フランキーウシク州の山道             | A3055道路                              | サリー・ギャップ                   |
| イスラエル       | 石               | スコリスキ・ベスキディ国立自然公園のウルィツキ石 | ストーンヘンジ                         | マサダ                             |
| イタリア         | ヴェロドローム   | キーウ・ヴェロドローム                           | パンプ・トラック・ウェールズ           | チルコ・マッシモ                   |
| ラトビア         | 水辺のキャンプ場 | キーウ貯水池沿岸のエコスペース・ポッド           | ボスクームの海岸小屋                   | メルンシルスの海岸小屋             |
| リトアニア       | 要塞             | ホティン要塞                                     | アイリーン・ドナン                     | トラカイ島城                       |
| マルタ           | バス             | リヴィウバス                                     | ロンドンの赤い2階建バス                | メリーハのヴィンテージバス         |
| モルドバ         | 森林             | スコリスキ・ベスキディ国立自然公園の森林         | シャーウッドの森                       | オルヘイ国立公園の森林             |
| オランダ         | カラフルな建築   | キーウのコンフォート・タウン                     | ポートメイリオン                       | ザーンダム                         |
| ノルウェー       | 図書館           | ヴェルナツキー・ウクライナ国立図書館             | リヴァプール中央図書館                 | オスロ公共図書館                   |
| ポーランド       | 大学             | チェルニウツィー大学                             | トリニティ・カレッジ                   | ワルシャワ大学物理学部             |
| ポルトガル       | 教会堂           | 聖ソフィア大聖堂                                 | イーリー大聖堂                         | サンタ・エングラシア教会           |
| ルーマニア       | 塑像             | リヴィウのタラス・シェフチェンコ像               | リヴァプールのビートルズ像             | ブカレストのピエロの乗った馬車像   |
| サンマリノ       | 城               | カミャネツ＝ポディリシキー要塞                   | ハーストモンスー城                     | グアイタ城                         |
| セルビア         | ギャラリー       | パーク3020                                       | テート・リヴァプール                   | ベオグラード現代美術館             |
| スロベニア       | 屋上             | テトリス・ホールの屋上                           | グッドネス・グレイシャス・ルーフ・バー | スロベニア国営放送の屋上           |
| スペイン         | 劇場             | ウージュホロドの円形劇場                         | ミナック・シアター                     | サグントのローマ劇場               |
| スウェーデン     | 島               | ウーマニのアンチ＝チルツェ島                     | セント・キャサリン島                   | エンホルメン島                     |
| スイス           | 湖               | ブチャク湖                                       | ネス湖                                 | チューリッヒ湖                     |
| ウクライナ       | ストリートアート | キーウのストリートアート                         | ベルファストのストリートアート         | アート＝ザウォト・プラットフォーム |
| イギリス         | 川               | ドニエプル川                                     | マージー川                             | テムズ川                           |

## 参加者と結果

### 準決勝1
準決勝1は2023年5月9日21:00（CEST）に開催。BIG 5のフランス、ドイツ、イタリアは準決勝1に投票する。
| 登場順 | 国               | アーティスト                                                | 楽曲                    | 言語                                       | 順位 | 得点 |
| ------ | ---------------- | ----------------------------------------------------------- | ----------------------- | ------------------------------------------ | ---- | ---- |
| 01     | ノルウェー       | アレッサンドラ Alessandra                                   | "Queen of Kings"        | 英語                                       | 6    | 102  |
| 02     | マルタ           | ザ・バスカー The Busker                                     | "Dance (Our Own Party)" | 英語                                       | 15   | 3    |
| 03     | セルビア         | リューク・ブラック Luke Black                               | "Samo mi se spava"      | セルビア語、英語                           | 10   | 37   |
| 04     | ラトビア         | サドン・ライツ Sudden Lights                                | "Aijā"                  | 英語                                       | 11   | 34   |
| 05     | ポルトガル       | ミミキャット Mimicat                                        | "Ai coração"            | ポルトガル語                               | 9    | 74   |
| 06     | アイルランド     | ワイルド・ユース Wild Youth                                 | "We Are One"            | 英語                                       | 12   | 10   |
| 07     | クロアチア       | レート3 Let 3                                               | "Mama ŠČ!"              | クロアチア語                               | 8    | 76   |
| 08     | スイス           | レモ・フォレル Remo Forrer                                  | "Watergun"              | 英語                                       | 7    | 97   |
| 09     | イスラエル       | ノア・キレル Noa Kirel                                      | "Unicorn"               | 英語                                       | 3    | 127  |
| 10     | モルドバ         | パシャ・パルフェニ Pasha Parfeni                            | "Soarele și luna"       | ルーマニア語                               | 5    | 109  |
| 11     | スウェーデン     | ロリーン Loreen                                             | "Tattoo"                | 英語                                       | 2    | 135  |
| 12     | アゼルバイジャン | トゥラルトゥランX TuralTuranX                               | "Tell Me More"          | 英語                                       | 14   | 4    |
| 13     | チェコ           | ヴェスナ Vesna                                              | "My Sister's Crown"     | 英語、ウクライナ語、チェコ語、ブルガリア語 | 4    | 110  |
| 14     | オランダ         | ミア・ニコライ&ディオン・クーパー Mia Nicolai & Dion Cooper | "Burning Daylight"      | 英語                                       | 13   | 7    |
| 15     | フィンランド     | Käärijä                                                     | "Cha Cha Cha"           | フィンランド語                             | 1    | 177  |

### 準決勝2
準決勝2は2023年5月11日21:00（CEST）に開催。BIG 5のスペイン、イギリス（開催国）と2022年の優勝国のウクライナは準決勝2に投票する。
| 登場順 | 国             | アーティスト                                          | 楽曲                     | 言語               | 順位 | 得点 |
| ------ | -------------- | ----------------------------------------------------- | ------------------------ | ------------------ | ---- | ---- |
| 01     | デンマーク     | レイリー Reiley                                       | "Breaking My Heart"      | 英語               | 14   | 6    |
| 02     | アルメニア     | ブルネット Brunette                                   | "Future Lover"           | 英語、アルメニア語 | 6    | 99   |
| 03     | ルーマニア     | テオドル・アンドレイ Theodor Andrei                   | "D.G.T. (Off and On)"    | ルーマニア語、英語 | 15   | 0    |
| 04     | エストニア     | アリカ Alika                                          | "Bridges"                | 英語               | 10   | 74   |
| 05     | ベルギー       | グスタフ Gustaph                                      | "Because of You"         | 英語               | 8    | 90   |
| 06     | キプロス       | アンドリュー・ランブルー Andrew Lambrou               | "Break a Broken Heart"   | 英語               | 7    | 94   |
| 07     | アイスランド   | ディリヤー Diljá                                      | "Power"                  | 英語               | 11   | 44   |
| 08     | ギリシャ       | ヴィクトル・ヴェルニコス Victor Vernicos              | "What They Say"          | 英語               | 13   | 14   |
| 09     | ポーランド     | ブランカ・スタイコフ Blanka                           | "Solo"                   | 英語               | 3    | 124  |
| 10     | スロベニア     | ジョーカー・アウト Joker Out                          | "Carpe Diem"             | スロベニア語       | 5    | 103  |
| 11     | ジョージア     | イル・ヘチャノヴィ Iru Khechanovi                     | "Echo"                   | 英語               | 12   | 33   |
| 12     | サンマリノ     | ピケッド・ジャックス Piqued Jacks                     | "Like an Animal"         | 英語               | 16   | 0    |
| 13     | オーストリア   | テヤ&サレナ Teya & Salena                             | "Who the Hell is Edgar?" | 英語               | 2    | 137  |
| 14     | アルバニア     | アルビーナ&ケルメンディ一家 Albina & Familja Kelmendi | "Duje"                   | アルバニア語       | 9    | 83   |
| 15     | リトアニア     | モニカ・リンキーテ Monika Linkytė                     | "Stay"                   | 英語               | 4    | 110  |
| 16     | オーストラリア | ヴォイジャー Voyager                                  | "Promise"                | 英語               | 1    | 149  |

### 決勝
決勝は2023年5月13日21:00（CEST）に開催。
| 登場順 | 国             | アーティスト                                          | 楽曲                     | 言語                                       | 順位 | 得点 | 得点   | 得点   |
| 登場順 | 国             | アーティスト                                          | 楽曲                     | 言語                                       | 順位 | 合計 | 審査員 | 視聴者 |
| ------ | -------------- | ----------------------------------------------------- | ------------------------ | ------------------------------------------ | ---- | ---- | ------ | ------ |
| 01     | オーストリア   | テヤ&サレナ Teya & Salena                             | "Who the Hell is Edgar?" | 英語                                       | 15   | 120  | 104    | 16     |
| 02     | ポルトガル     | ミミキャット Mimicat                                  | "Ai coração"             | ポルトガル語                               | 23   | 59   | 43     | 16     |
| 03     | スイス         | レモ・フォレル Remo Forrer                            | "Watergun"               | 英語                                       | 20   | 92   | 61     | 31     |
| 04     | ポーランド     | ブランカ・スタイコフ Blanka                           | "Solo"                   | 英語                                       | 19   | 93   | 12     | 81     |
| 05     | セルビア       | リューク・ブラック Luke Black                         | "Samo mi se spava"       | セルビア語、英語                           | 24   | 30   | 14     | 16     |
| 06     | フランス       | ラ・ザッラ La Zarra                                   | "Evidemment"             | フランス語                                 | 16   | 104  | 54     | 50     |
| 07     | キプロス       | アンドリュー・ランブルー Andrew Lambrou               | "Break a Broken Heart"   | 英語                                       | 12   | 126  | 68     | 58     |
| 08     | スペイン       | ブランカ・パロマ Blanca Paloma                        | "Eaea"                   | スペイン語                                 | 17   | 100  | 95     | 5      |
| 09     | スウェーデン   | ロリーン Loreen                                       | "Tattoo"                 | 英語                                       | 1    | 583  | 340    | 243    |
| 10     | アルバニア     | アルビーナ&ケルメンディ一家 Albina & Familja Kelmendi | "Duje"                   | アルバニア語                               | 22   | 76   | 17     | 59     |
| 11     | イタリア       | マルコ・メンゴーニ Marco Mengoni                      | "Due vite"               | イタリア語                                 | 4    | 350  | 176    | 174    |
| 12     | エストニア     | アリカ Alika                                          | "Bridges"                | 英語                                       | 8    | 168  | 146    | 22     |
| 13     | フィンランド   | Käärijä                                               | "Cha Cha Cha"            | フィンランド語                             | 2    | 526  | 150    | 376    |
| 14     | チェコ         | ヴェスナ Vesna                                        | "My Sister's Crown"      | 英語、ウクライナ語、チェコ語、ブルガリア語 | 10   | 129  | 94     | 35     |
| 15     | オーストラリア | ヴォイジャー Voyager                                  | "Promise"                | 英語                                       | 9    | 151  | 130    | 21     |
| 16     | ベルギー       | グスタフ Gustaph                                      | "Because of You"         | 英語                                       | 7    | 182  | 127    | 55     |
| 17     | アルメニア     | ブルネット Brunette                                   | "Future Lover"           | 英語、アルメニア語                         | 14   | 122  | 69     | 53     |
| 18     | モルドバ       | パシャ・パルフェニ Pasha Parfeni                      | "Soarele și luna"        | ルーマニア語                               | 18   | 96   | 20     | 76     |
| 19     | ウクライナ     | トウォルチ Tvorchi                                    | "Heart of Steel"         | 英語、ウクライナ語                         | 6    | 243  | 54     | 189    |
| 20     | ノルウェー     | アレッサンドラ Alessandra                             | "Queen of Kings"         | 英語                                       | 5    | 268  | 52     | 216    |
| 21     | ドイツ         | ロード・オブ・ザ・ロスト Lord of the Lost             | "Blood & Glitter"        | 英語                                       | 26   | 18   | 3      | 15     |
| 22     | リトアニア     | モニカ・リンキーテ Monika Linkytė                     | "Stay"                   | 英語                                       | 11   | 127  | 81     | 46     |
| 23     | イスラエル     | ノア・キレル Noa Kirel                                | "Unicorn"                | 英語                                       | 3    | 362  | 177    | 185    |
| 24     | スロベニア     | ジョーカー・アウト Joker Out                          | "Carpe Diem"             | スロベニア語                               | 21   | 78   | 33     | 45     |
| 25     | クロアチア     | レート3 Let 3                                         | "Mama ŠČ!"               | クロアチア語                               | 13   | 123  | 11     | 112    |
| 26     | イギリス       | メー・ミュラー Mae Muller                             | "I Wrote a Song"         | 英語                                       | 25   | 24   | 15     | 9      |

## 論争

### 大会の結果
スウェーデンが審査員票を大量獲得し、視聴者票で12点を1か国からももらわないにもかかわらず、総点数で視聴者票1位のフィンランドを上回ったため、ファンの間で大きな不満を起こした。特に音楽業界の審査員と一般視聴者の好みの乖離は浮き彫りになったため、将来の大会での審査員票の取り扱いについての議論が多い。なお、本年度のフィンランドはスウェーデンに12点の審査員票を与えたが、視聴者票を1点も与えなかった唯一の国である。

### フランスの参加者
視聴者投票による結果の発表途中、フランスの参加者であるカナダ人歌手のラ・ザッラはカメラに向けて、中指立ての仕草を見せた。フランス国内から「下品だ」などと批判され、フランス・テレビジョンによると、彼女のコンサートは延期となり、国内のラジオ局は彼女の作品の放送を停止した。彼女自身は後に「自分の文化でネガティブなジェスチャーではなく、失望を表すジェスチャーだ」と弁解した。